# Juan de Prado
Juan de Prado (Morgovejo, 1563 – Marrakech, 24 maggio 1631) è stato un missionario francescano spagnolo, beatificato da papa Benedetto XIII nel 1728.

## Biografia
Di nobile famiglia, studiò teologia a Salamanca e nel 1584 entrò nell'ordine francescano con il desiderio di dedicarsi alle missioni.
Nel 1610 fu eletto ministro provinciale della provincia andalusa di San Diego e nel 1630, dietro sua richiesta, fu inviato da papa Urbano VIII come missionario in Marocco.
Continuò a esercitare il suo ministero presso gli schiavi cristiani nonostante fosse stato espulso dalle autorità: fu arrestato e, dopo varie torture, gli fu fracassato il cranio con un sasso.

## Il culto
Fu beatificato il 24 maggio 1728 da papa Benedetto XIII come un martire in odium fidei.
La Chiesa cattolica lo ricorda il 24 maggio come recita il Martirologio Romano:
Il beato è patrono delle missioni francescane in Marocco.